# GS – Facket för skogs-, trä-, och grafisk bransch
GS – Facket för skogs-, trä-, och grafisk bransch, förkortat GS eller GS-facket, är en arbetstagarorganisation inom Landsorganisationen (LO) för anställda inom skogsbruk, träindustri, tryckerier och grafiska designföretag.

## Historia
GS bildades den 1 juni 2009 genom en sammanslagning av Grafiska Fackförbundet Mediafacket och Skogs- och Träfacket. Förbundet har ca 50 000 medlemmar och 15 olika avtalsområden. Ledningen för organisationen består av ordföranden Per-Olof Sjöö och två vice ordförande: Madelene Engman (avtalssekreterare) och Jörgen Johansson. Den första ordinarie kongressen hölls i maj 2011.
2011 tog GS avstånd från den jämlikhetspott som LO i avtalsrörelsen skulle använda för att höja lönerna fortare i låglöneyrken.

## Organiserade yrkesgrupper
Förbundet organiserar anställda inom branscherna annonsbyråer, bokbinderier, förlag, kuvert- och påsfabriker, lyxpappersfabriker, papp- och pappersemballagefabriker (utan anslutning till papp- och papperstillverkning), pre-pressföretag, redaktioner, screenföretag, skogsbruk, sågverk, tapetfabriker, tryckerier, virkesmätning och träindustri.